# Kanton Le Mans-Nord-Ouest
Der Kanton Le Mans-Nord-Ouest war bis 2015 ein französischer Wahlkreis im Arrondissement Le Mans, im Département Sarthe und in der Region Pays de la Loire; sein Hauptort war Le Mans. Vertreterin im Generalrat des Departements war zuletzt Christiane N'Kaloulou (PS).

## Geografie
Der Kanton Le Mans-Nord-Ouest lag im Mittel 70 Meter über Normalnull, zwischen 38 Meter in Le Mans und 148 Meter in La Bazoge. 
Der Kanton lag im Zentrum des Départements Sarthe. Er grenzte im Norden an den Kanton Ballon, im Osten an den Kanton Le Mans-Nord-Campagne, im Südosten an den Kanton Le Mans-Centre, im Süden an den Kanton Le Mans-Ouest, im Süden und Südwesten an den Kanton  Allonnes und im Westen und  Nordwesten an den Kanton Conlie.   

## Gemeinden
Der Kanton bestand aus einigen nordwestlichen Vierteln der Stadt Le Mans (angegeben ist hier die Gesamteinwohnerzahl der Stadt, im Kanton lebten etwa 23.400 Einwohner auf 9,3 Quadratkilometern) und sechs Gemeinden nordwestlich und nördlich der Stadt. Das Regionalspital und die Universität befinden sich auf seinem Kantonsgebiet. Bedeutende Industrie- und Handelszonen sind entlang der Autobahn errichtet worden.
| Gemeinde                | Einwohner Jahr | Fläche km² | Bevölkerungsdichte | Code INSEE | Postleitzahl |
| ----------------------- | -------------- | ---------- | ------------------ | ---------- | ------------ |
| Aigné                   | 1.618 (2013)   | 12,59      | 129 Einw./km²      | 72001      | 72650        |
| La Bazoge               | 3.661 (2013)   | 22,87      | 160 Einw./km²      | 72024      | 72650        |
| La Chapelle-Saint-Aubin | 2.286 (2013)   | 5,93       | 385 Einw./km²      | 72065      | 72650        |
| Le Mans                 | 144.244 (2013) | –          | – Einw./km²        | 72181      | 72000        |
| La Milesse              | 2.445 (2013)   | 10,41      | 235 Einw./km²      | 72198      | 72650        |
| Saint-Saturnin          | 2.484 (2013)   | 9,66       | 257 Einw./km²      | 72320      | 72650        |
| Trangé                  | 1.350 (2013)   | 11,11      | 122 Einw./km²      | 72360      | 72650        |

## Geschichte
Der Kanton Le Mans-Nord-Ouest entstand bei der Neugliederung der Kantone in der Region Le Mans im Jahr 1967.
[[Kategorie:Ehemaliger Kanton im Département Sarthe<Lemansnordouest]]